# Selet, Luleå kommun

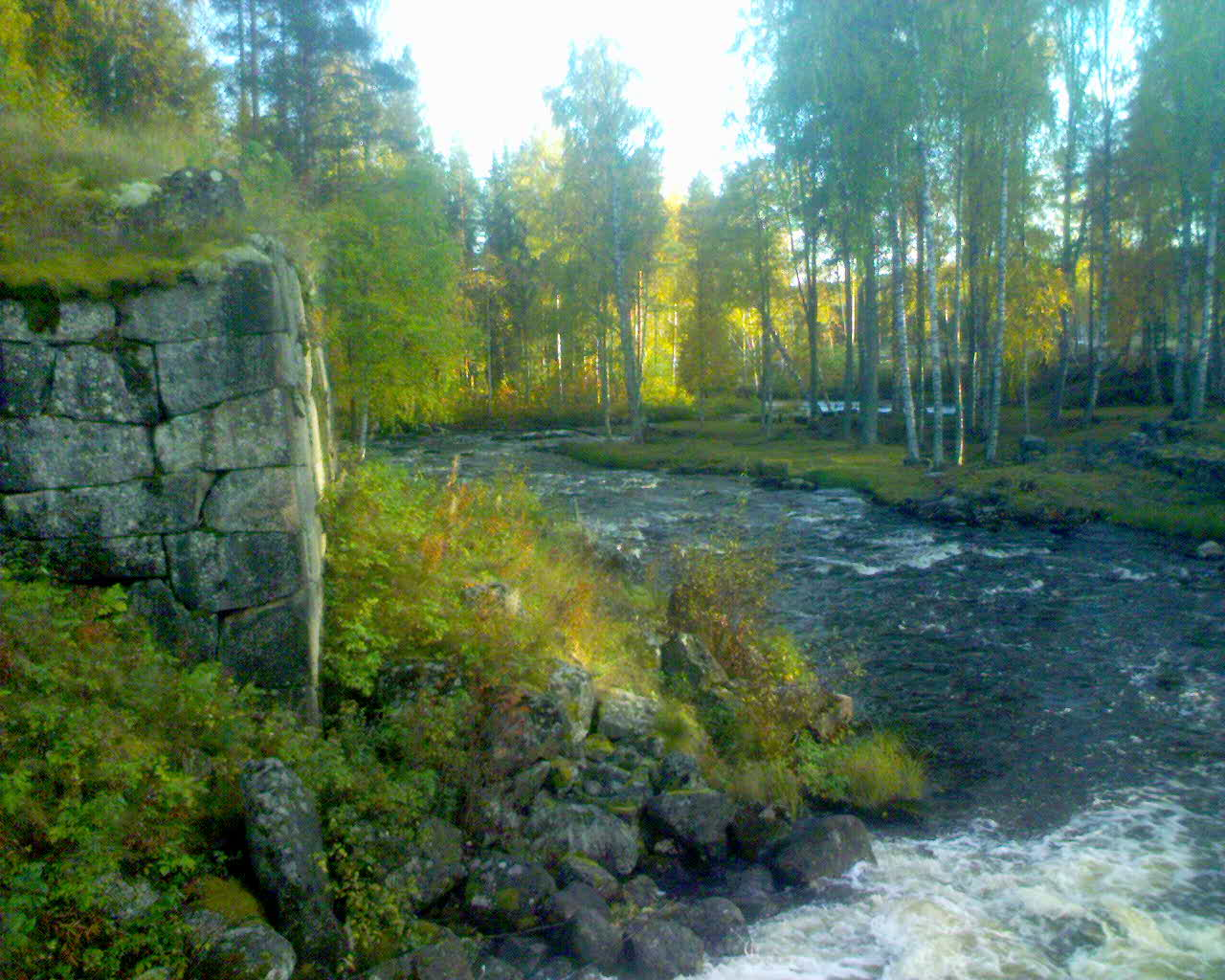
Alån vid Selets bruk september 2007

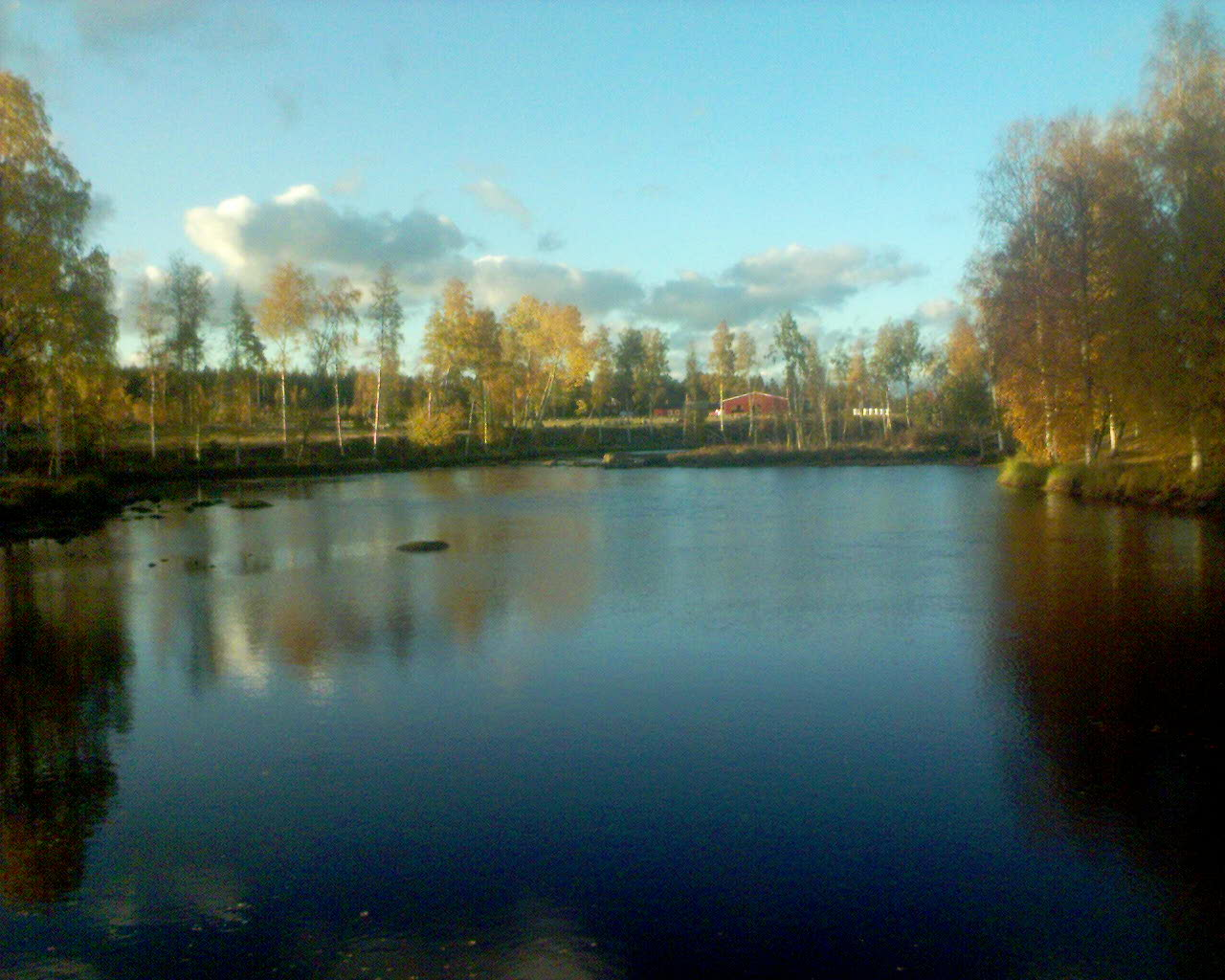
Bruksdammen Selets bruk september 2007

Selet är en by och före detta bruk i Nederluleå socken, Luleå kommun. Byn ligger vid Selsjön.
Bruket uppfördes av Samuel Gustaf Hermelin 1799, som hade erhållit tillstånd att bedriva bruksverksamhet året innan, 1798. 1898 förklarades bruket som nedlagt.